# 後藤鮪郎の正義のラジオ!ジャンベルジャン!
『後藤鮪郎の正義のラジオ!ジャンベルジャン!』（ごとうまぐろうのせいぎのラジオ ジャンベルジャン）は、ニッポン放送で1994年10月8日から1995年10月7日までで放送されていた相談番組である。

## 番組概要
1994年、愛知県岡崎市に所在する高校の物理教諭でアマチュアミュージシャンでもある後藤鮪郎がニッポン放送に自ら企画を持ち込み、1994年の土曜夜のナイターオフ枠にて番組放送開始。
番組構成は、後藤がリスナーと電話で会話する模様を放送。番組タイトルは、フランスの小説「レ・ミゼラブル」の主人公ジャン・ヴァルジャンと電話ベルを捩ったものである。
しかし、後藤が「現役教諭」の立場で番組に出演し続けた事を愛知県教育委員会に問題視された事で、後藤の番組としては終了せざるをえなくなった。10月7日の番組最終回に叫ぶ詩人の会のボーカルであるドリアン助川が後継パーソナリティを担当する事を助川を交えて紹介して、番組は終了した。翌週から『ドリアン助川の正義のラジオ!ジャンベルジャン!』が開始された。
第32回ギャラクシー賞 ラジオ部門選奨を受賞。

## 出演者

### パーソナリティ
- 後藤鮪郎（現役教諭、パンクバンド「neon」ボーカル）

## 放送時間

### 放送終了時点
※JST表記
- 土曜 23:30 - 25:00 - 1995年4月1日 - 10月7日

### 過去
土曜 19:00 - 21:00 - 1994年10月 - 1995年3月